# Castel San Pietro
Castel San Pietro je obec na jihu Švýcarska v kantonu Ticino, blízko hranic s Itálií. Žije zde přibližně 2 200 obyvatel. Nachází se v nejjižnější části Švýcarska, nedaleko italského města Como.

## Geografie

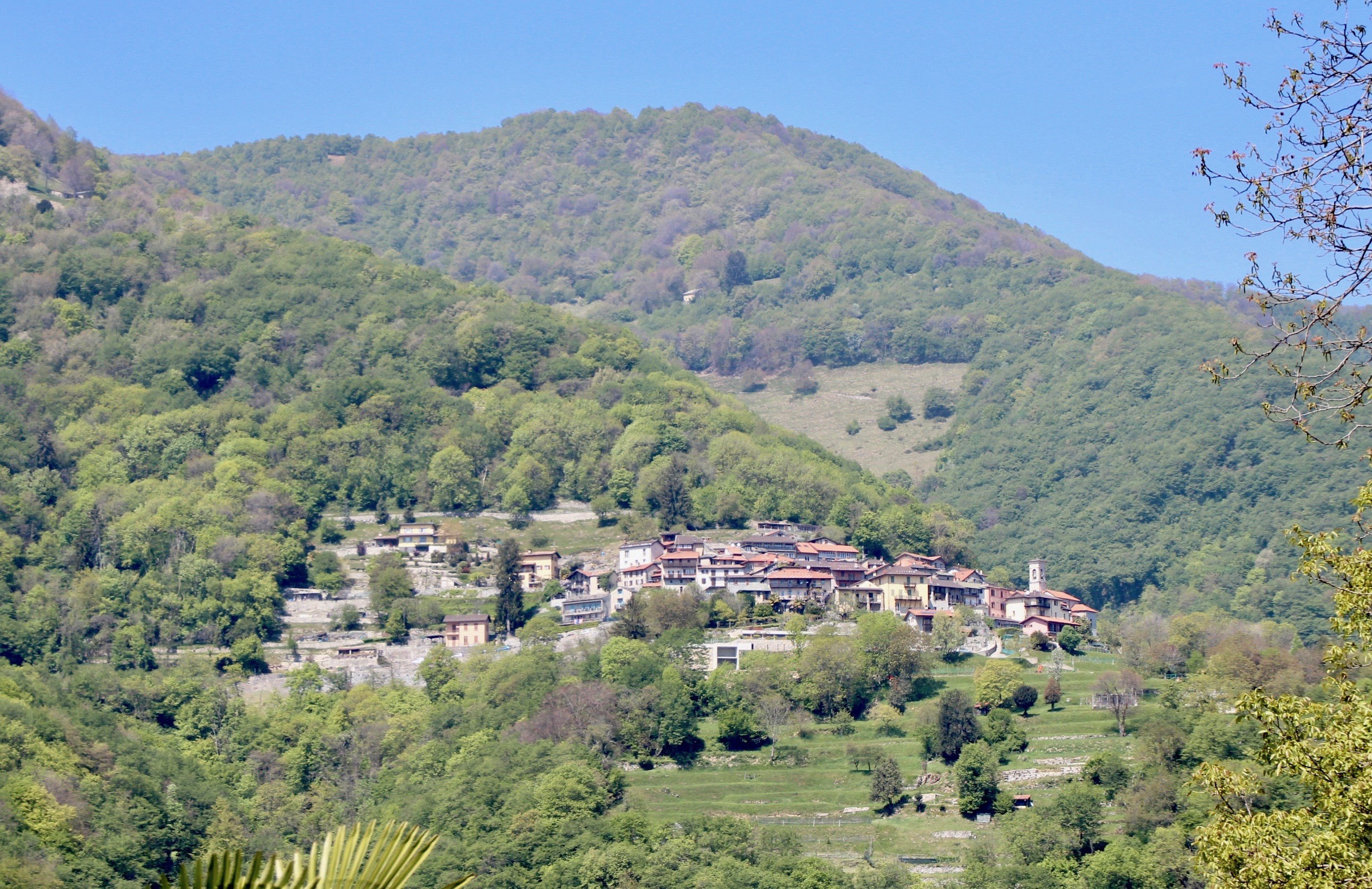
Vesnice Monte

Obec se nachází na jihu pohoří Mendrisiotto, jihovýchodně až východně od Mendrisia. Od 4. dubna 2004 byly bývalé samostatné obce Casima, vesnice Monte a zároveň Campora, dříve součást obce Caneggio, začleněny do obce Castel San Pietro. Katastr obce Castel San Pietro pokrývá celou západní stranu údolí Muggio (italsky Valle di Muggio) až po vrchol Monte Generoso. K obci patří také osada Corteglia.
Sousedními obcemi jsou Val Mara, Centro Valle Intelvi (v italské provincii Como) na severu, Breggia na východě, Morbio Inferiore, Balerna, Coldrerio na jihu a Mendrisio na západě.

## Historie
První zmínka o obci pochází z roku 865, kdy ji císařský držitel Sigeradus daroval klášteru Sant'Ambrogio v Miláně.  Obec, která původně tvořila spolu s Balernou concilium (sousedství) s královským dvorem, se objevuje v roce 1270 jako država katedrální kapituly v Comu. Jejím centrem byl pravděpodobně hrad postavený během války mezi Milánem a Comem (1118–1127), který dal obci jméno. Od poloviny 13. století vesnici střídavě vlastnilo biskupství Como a rodina Rusconi. V roce 1171 se vesnice nazývala Castellum Sancti Petri. Biskup z Coma Bonifác Quadri z Modeny nechal na hradě postavit kostel (1343), který byl později nazván Červený kostel na památku krvavé hádky mezi rody Bosii a Rusconi v roce 1390. Od roku 1626 je Castel San Pietro samostatnou farností. Půda, která byla většinou obdělávána na základě pachtovného a podléhala desátkům, nemohla vždy uživit veškeré obyvatelstvo, takže jeho část byla nucena emigrovat. Zemědělství a zejména vinařství se v obci provozuje dosud. Na počátku 20. století se rozvinul drobný průmysl (zpracování tabáku, lihovar) a další podniky (textilní, hodinářský, zpracování kovů) následovaly v 60. a 70. letech 20. století.

## Obyvatelstvo
| Rok            | 1643 | 1685 | 1696 | 1769 | 1801 | 1850 | 1900 | 1950 | 1970 | 2000 | 2010 | 2020 |
| Počet obyvatel | 479  | 563  | 541  | 623  | 610  | 874  | 898  | 1131 | 1500 | 1728 | 2000 | 2194 |

Obec se nachází v jižní části kantonu Ticino, která je jednou z italsky mluvících oblastí Švýcarska. Převážná většina obyvatel obce tak hovoří italsky.

## Hospodářství a doprava
Obec leží stranou od hlavních tahů mezi Švýcarskem a Itálií, proto na rozdíl od okolních obcí (např. Coldrerio) tolik netěží z tranzitní dopravy. V obci je činné vinařství a drobné zemědělství.
Poblíž obce prochází kantonální hlavní silnice č. 2, původní spojnice Lugana s Itálií. Nejbližším dálničním spojením je dálnice A2 (Basilej – Lucern – Gotthard – Lugano – Chiasso).
Nejbližší železniční stanicí je Balerna na Gotthardské dráze.

## Osobnosti
- Paul Camenisch (1893–1970), švýcarský malíř a architekt, v obci žil a pracoval